# Ondermarck (familie)
Ondermarck was een notabele familie in de Verenigde Provincies en in de Zuidelijke Nederlanden, voornamelijk tijdens de zestiende tot achttiende eeuw.

## Geschiedenis
Ondermarck of Ondermark (en ook nog met andere schrijfwijzen) is een naam die op enkele plekken voorkomt, weliswaar niet veelvuldig, in de 16de tot 18de eeuw. In de Verenigde Provincies vindt men naamdragers in Middelburg, Veere, Leiden, Utrecht en Amsterdam. In de Zuidelijke Nederlanden in Gent, Oostende, Elene, Brussel, Brugge en Duinkerke.
Verschillende onder hen behoorden tot de hervormingsgezinden.
Maarten Ondermarck (Gent, ± 1500 - Celle, 1569) trok naar Wittenberg, waar hij onderdak vond bij Maarten Luther en bij hem en bij Philipp Melanchthon in de leer ging. In 1525 werd hij predikant in Celle en in 1542 trok hij naar Oost-Friesland om er de hervormde leer in te voeren. Hij werd nadien superintendent in Celle voor het vorstendom Lüneburg. Zijn bibliotheek werd in 1582 aangekocht door hertog Willem V van Brunswijk-Lüneburg (1535-1592), die ze integreerde in zijn persoonlijke bibliotheek, die later deel ging uitmaken van de Kirchen-Ministerial-Bibliothek in Celle).
Nathaneel Ondermarck was in de eerste helft van de zeventiende eeuw ouderling in de gemeente Middelburg. Hij publiceerde een hevig pamflet (een vuil paskwil) tegen Johan de Knuyt, afgevaardigde van Zeeland in Münster die de Vrede van 1648 goed gezind was, daar waar Ondermarck tot de tegenstanders behoorde van deze Vrede met Frankrijk en Spanje.
In 1687 trouwde de eenendertigjarige zilversmid Cornelis van Lommen uit Utrecht, met de Amsterdamse Cornelia Ondermarck, die woonde aan de Oudezijds Voorburgwal. Ze stierf in Utrecht als weduwe in 1723 en had toen nog minderjarige kinderen.
In de zestiende eeuw werd Franciscus Ondermarck benoemd in de felbegeerde en prestigieuze functie van stadsspeelman van de stad Gent.

## Ondermarck in Brugge
Waar de Brugse en katholieke Ondermarcks vandaan kwamen is niet duidelijk. Wellicht uit de havensteden Duinkerke of Oostende waar in de 17de eeuw naamgenoten woonden. Wat Johannes Ondermarck in Brugge deed was ook niet duidelijk, maar zeker is dat hij tot de welstellende burgerij behoorde.
Den eersaemen Jan Ondermarck († 13 november 1697) kwam in Brugge wonen samen met zijn echtgenote Anna Play († 29 juli 1699) en ze kregen tien kinderen. Vier overleden jong:
- Anna (1660-1662)
- Johannes (°1670)
- Johanna (°1675)
- Mattheus (1679-1689).

Het echtpaar werd begraven in de kerk van het  Brugse Predikherenkklooster, en met hen hun dochters Isabella en Catharina.
Het gezin Ondermarck had een bijzondere band met de dominicanen. Twee dochters, leden van de derde orde van Sint-Dominicus, Anna-Isabella (1673-1719) en Catharina Ondermarck (1667-1729), stichtten de godshuizen die de naam Ondermarck of 'Stichting Catharina van Siena' kregen en bestemd waren voor vijf "arme regelsusters", leden van de derde orde van de Heilige Dominicus. De oudste dochter, Marie-Rose (1658-1739), was dominicanes in het Brugse klooster Engelendale. De drie zoons waren dominicaan:
- Thomas (1663-1709), voornaam bij geboorte Jacobus, die studiemeester werd bij de Antwerpse predikheren,
- Vincentius (1665-1723), voornaam bij geboorte Ludovicus Johannes, prior (1708-1711), daarna opperkoster bij de Brugse predikheren,
- Dominicus (1677-1741), voornaam bij geboorte Leonardus, prior (1723-1726 en 1729-1733), ook econoom bij de Brugse predikheren.[6]

## Afbeelding
- De kunstcollectie van het OCMW Brugge bevat een 18de-eeuws schilderij, dat tot in 1885 in de kapel van de stichting hing, en waarop de drie broers en de drie zussen Ondermarck (of Oudermarck) staan afgebeeld, alsook een schets van de godshuizen. Het schilderij werd gedateerd 1716 en werd ondertekend JB de R. Dit was waarschijnlijk Jacques de Rael (†1648), tweemaal deken van het Sint-Lucas schildersgild en op latere leeftijd klerk van de Brugse Kunstacademie. Het schilderij hing later in het secretariaat van de Burgerlijke Godshuizen (Kartuizerinnenstraat) en werd vanaf 1989 in de reserves van het OCMW-patrimonium geplaatst.
- Bij de tekeningen door Charles Custis, bewaard in de Universiteitsbibliotheek in Gent komt ook een lavistekening voor van de godshuizen Ondermarck (Handschrift 462).

## Publicaties
- Nathaneel ONDERMARCK Copye van seeckeren send-brieff gheschreven van Nataneel Ondermarck, ouderlingh vande ghemeente tot Middelburgh. Aen sijnen goeden vriend Joris, Middelburg 1648.
- Thomas ONDERMARCK, Theses theologicae de jure et justitia, ad mentem Thomae Aquinatis, quas praeside Thoma Dujardin, Drukker P. De Vaddere, 1693.

## Voetnoten
1. ↑  Fabian, a.w.
2. ↑  A.J. Van der AA, a.w.
3. ↑  Zeeuws Archief
4. ↑  Grijp, a.w.
5. ↑  B. Beernaert, a.w.
6. ↑  De Pue, a.w.